# Opsomeigenia pusilla
Opsomeigenia pusilla là một loài ruồi trong họ Tachinidae.